# Twisted Sister

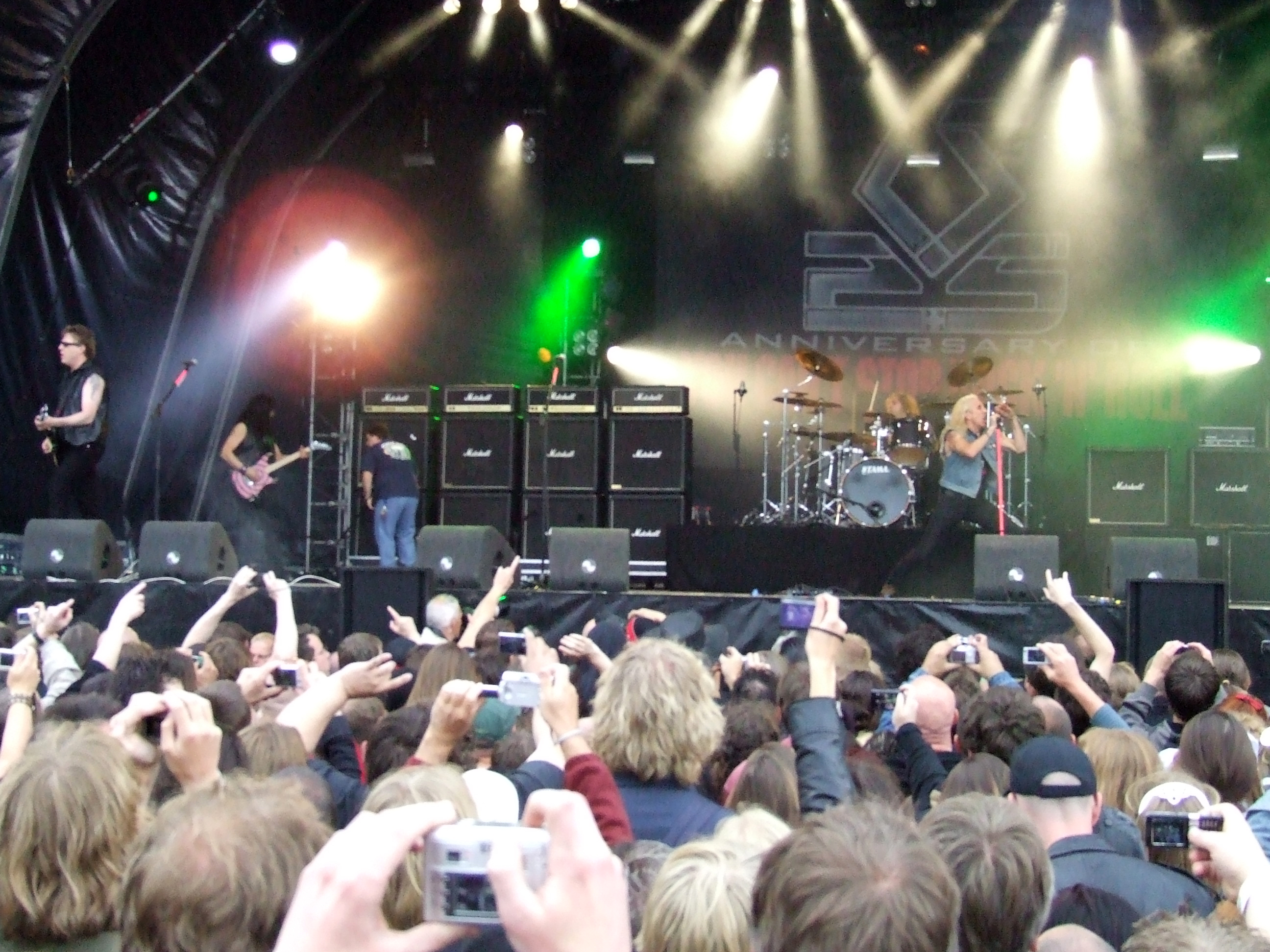
Twisted Sister tijdens Arrow Rock Festival op 15 juni 2008 in het Goffertpark te Nijmegen

Twisted Sister was een Amerikaanse heavymetalband opgericht in december 1972 te Long Island, New York en is een van de eerste Amerikaanse hairmetal-bands ter wereld. Ze werden bekend door de hits 'I wanna rock' en 'We're not gonna take it', beide van het album (toen nog alleen op lp) 'Stay Hungry'.
Ondanks dat de band officieel uit elkaar is gegaan, treden ze heel af en toe nog op.

## Bandleden
- Dee Snider - zang (15-03-1955)
- Jay Jay French - gitaar (20-07-1952)
- Eddy 'Fingers' Ojeda - gitaar (05-08-1955)
- Mark 'The animal' Mendoza" - basgitaar (05-08-1955)
- A.J. Pero - drums (1959-2015)

De zanger Dee Snider kwam pas in 1976 bij de band.

## Biografie
De band speelde hoofdzakelijk in bars en clubs. Zij wilden niet als achtergrondmuziek fungeren, adopteerden de extravagante glamrockstijl en brachten zware, in het gehoor liggende songs. Dit veroorzaakte bij het publiek in het begin voor verwarring over de muzikale richting van de band. Niet lang, want begin jaren 80 wonnen ze aan populariteit door hun ruige optredens én door videoclips, waarvan I Wanna Rock het meest opvalt. De hits 'I wanna rock' en 'We're not gonna take it' werden in 1986 in de film Iron Eagle gebruikt. Toen Twisted Sister later in Rusland optrad, werden hun make-up en kleding niet gewaardeerd door de fans aldaar en paste de band zich tijdelijk aan om toch succesvol te kunnen optreden in Rusland.
Aan het eind van de jaren 80 ging de groep uit elkaar, de groep trok bij concerten soms enkele honderden bezoekers, terwijl er duizenden in de concertzaal (of hal) konden. Begin jaren 80 waren de concerten uitverkocht of werden er extra concerten gegeven.
Zanger Dee Snider onderging een operatie aan zijn stembanden en vormde de band Desperado.
Na veel verschillende muzikale avonturen werd in 2002 de groep Twisted Sister en Dee Snider weer bij elkaar gebracht. Tussen 2005 en 2015 trad de band ook (weer) regelmatig op grote festivals op, waar de oude krakers, net als in de jaren 80, weer gewaardeerd en meegezongen werden.
Op 20 maart 2015 werd bekend dat de drummer van de band, A.J.Pero was overleden in zijn slaap. Hij was op dat moment op tournee met Adrenaline Mob. In april 2015 maakte de rest van de band bekend ermee te zullen stoppen. In 2016 was er een afscheidstournee. Hierbij heeft Mike Portnoy, Pero's voorganger bij Adrenaline Mob, als drummer opgetreden. Het laatste Europese optreden vond plaats op het Alcatraz festival te Kortrijk.

## Optredens in Nederland en België

### Nederland
- Paradiso, Amsterdam, in 1983
- Stadsgehoorzaal Leiden, in 1984 (met Metallica)
- Evenementenhal, Zwaagwesteinde in 1984 (met Metallica)
- Jaap Edenhal, Amsterdam, 1985, "Come Out And Play-Tour" met Helloïse als voorprogramma
- Wâldrockfestival in Bergum, 2004
- Arrow Rock Festival in Nijmegen, 2008.
- Bospop in Weert, 2010

### België
- Vorst Nationaal (Whitesnake + Twisted Sister + Anvil) in Brussel, 1983
- Heavy Sound Festival in Poperinge, 1984
- Vorst Nationaal (Accept + Twisted Sister + Dokken) in Brussel, 1986
- Graspop Metal Meeting in Dessel, 2012
- Graspop Metal Meeting in Dessel, 2013
- Alcatraz Metal Festival in Kortrijk, 2014
- Graspop Metal Meeting in Dessel, 2016
- Alcatraz Metal Festival in Kortrijk, 2016

## Discografie
- 1979 - I'll Never Grow Up Now (single)
- 1980 - Bad Boys Of Rock & Roll (single)
- 1981 - Rough Cutts (EP)
- 1982 - Under the blade
- 1983 - You can't stop Rock 'N' Roll
- 1984 - Stay Hungry
- 1984 - Live at Hammersmith (live)
- 1985 - Come out and play
- 1985 - Under the blade (remix)
- 1987 - Love is for suckers
- 1992 - Big hits and nasty cuts (compilatie)
- 1999 - Club Daze 1: The Studio Sessions (compilatie)
- 2001 - Club Daze 2: Live in the bars (live-compilatie)
- 2002 - The Essentials
- 2004 - Still Hungry
- 2005 - Live at Wacken: The Reunion (live)
- 2006 - A Twisted Christmas

## Video's
- 1984 - Stay Hungry Tour
- 1985 - Come out and play

## Hitlijsten

### De Zwaarste Lijst
| Nummer                  | '09* | '10* | '11* | '12* | '13 | '14 | '15 | '16 | '17 | '18 | '19 | '20 | '21 | '22 | '23 | '24 | '25 |
| ----------------------- | ---- | ---- | ---- | ---- | --- | --- | --- | --- | --- | --- | --- | --- | --- | --- | --- | --- | --- |
| We're Not Gonna Take It | -    | -    | -    | -    | 63  | 36  | -   | -   | -   | -   | -   | -   | -   | -   | -   | -   | -   |

- Tot 2012 had de Zwaarste Lijst 70 plaatsen. Dit werd vanaf 2013 verminderd tot 66.